# علي حسين (ملحن)
علي حسين (23 مارس 1940 - 17 فبراير 2021) ملحن موسيقي من بنغلاديش. اشتهر بأغاني مثل «هذه الأغنية مكتوبة بالدموع» و «باتا أصفر ميندي بات». حصل على جائزة بنغلاديش الوطنية للفيلم لأفضل مخرج موسيقي عن الإخراج الموسيقي له في فيلم 1989 هبة الألم. تم تكريمه في حفل توزيع جوائز القناة الثانية عشر للموسيقى (2017) لمساهمته في الموسيقى البنغلاديشية.